# Ichneumon palugracilicornis
Ichneumon palugracilicornis là một loài tò vò trong họ Ichneumonidae.